# Grodzisława
Grodzisława – imię żeńskie pochodzenia słowiańskiego, nienotowane w formie żeńskiej w źródłach staropolskich. Imię żeńskie od imienia Gromisław.
Grodzisława imieniny obchodzi 12 października.